# 高山義三
高山 義三（たかやま ぎぞう、1892年（明治25年）6月15日 - 1974年（昭和49年）12月6日）は、日本の弁護士、政治家。京都市長（第19代）。国立京都国際会館初代館長。京都自由人権協会理事長。初代京都市会議長で第1回衆議院議員を務めた中村栄助の三男。

## 経歴
中村栄助の三男として京都市に生まれる。京都府立二中では野球部で小西作太郎とバッテリーを組んでいた。第五高等学校を経て1918年に京都帝国大学法科大学法律学科を卒業。学生時代は河上肇を顧問とする労学会に所属、キリスト教社会主義運動に参加。1917年、友愛会の初代京都支部長に選ばれた。賀川豊彦の影響により普選運動に携わった。
京大助手、同志社大学講師を経て、神戸で弁護士を開業した。弁護士としては労働問題に取り組んだ他、大本事件など思想犯の弁護で活躍。1926年には小笛事件の弁護を担当し、無罪を勝ち取った。
戦後は自由党に参加した。民主戦線を唱えて地域政党の京都民主党を結成した。1950年に社共両党を含む民主戦線に推され社会党公認で京都市長に当選した。後に立場を保守無党派に転じた。同じ民統の支持を得て京都府知事に当選した蜷川虎三と対立するようになった。1966年2月まで4期16年務め、第10代全国市長会会長も務めた。

## 人物
市長退任後は国立京都国際会館館長を務めたが、蜷川が「松ヶ崎（国際会館の所在地）は鬼門だよ」と陰口を叩くなど両者の確執は市長退任後まで続いたという。
高山が所蔵していた536冊の洋楽譜は、彼の没後に京都市立芸術大学附属図書館へ寄贈され、高山文庫の名で保存されている。
宗教はキリスト教。趣味は音楽、スポーツ、読書、将棋。住所は京都府京都市東山区上馬町。

## 政策・主張
京都市長としては、北山大橋・御池大橋の架橋や四条大橋・五条大橋の架け替えを手がけた。また1951年のオールロマンス事件では部落解放全国委員会の行政闘争を受け、同市の同和予算を飛躍的に増大させた。

## 家族・親族
高山家
- 妻・静子（1905年 - ?）[3]
- 長男・寛（政治家、元京都府議会議長）

## 著書
- 『市長の欧米訪問記』（高山義三後援会、1959年）
- 『わが八十年の回顧──落第坊主から市長まで』（若人の勇気をたたえる会、1971年）